# Ampelocissus arachnoidea
Ampelocissus arachnoidea är en vinväxtart som först beskrevs av Justus Carl Hasskarl, och fick sitt nu gällande namn av Jules Émile Planchon. Ampelocissus arachnoidea ingår i släktet Ampelocissus och familjen vinväxter. Inga underarter finns listade i Catalogue of Life.